# サーブ製軍用機に関連する作品の一覧
サーブ製軍用機に関連する作品の一覧は、サーブ社製軍用機に関連する作品の一覧である。

## サーブ 35 ドラケン
サーブ 35 ドラケンの登場する作品。

### 映画
『アパッチ』
麻薬組織の私設軍隊所属機として登場し、アメリカ陸軍のAH-64 アパッチと交戦する。

### 漫画・アニメ
『エリア88』
主人公が使用する機体として登場する。作中ではさまざまな部品を寄せ集めた再生機だが、STOL性と整備の容易さが評価されている。
『紺碧の艦隊』『旭日の艦隊』
OVA版でドイツ海軍艦上戦闘機「シードラケン」（DVDの特典上の呼び方はシードラッヘン）として登場。
『ザ・クレーター』
「墜落機」に登場。奥野が所属する某国空軍の主力戦闘機。
『マクロスΔ』
敵対勢力であるウィンダミア王国・空中騎士団の主力戦闘機Sv-262 ドラケンIIIのモデルとなっている。

### ゲーム
『エースコンバットシリーズ』
『エースコンバット2』『エースコンバットZERO』『エースコンバット∞』に登場。『エースコンバット2』では「SF-35」の名称で登場する。『エースコンバットZERO』では、敵エース部隊の1つである「エスパーダ隊」1番機、アルベルト・ロペズ大尉が本機を使用。赤地に黄色でX字状のラインが入った派手な外観をしている。なお、『エースコンバット∞』では、特殊スキンで「エスパーダ隊」の塗装が再現されている。
『空戦乙女☆ヴァージンストライク』
機体そのものではなく、擬人化した少女が登場する
『Euro Truck Simulator 2』
DLC「Scandinavia」に登場。リンシェーピング近郊でサーブ 37と共に静態保存されているほか、AI車両が牽引していたトレーラーから転落して交通規制を引き起こしている事がある。
『War Thunder』
スウェーデン空軍のJ 35A、J 35D、フィンランド空軍のJ 35XSに登場。

### PV
『Agnetha Fältskog (ABBA) - Nu ska vi opp, opp, opp (Swedish TV) 』
ABBAのボーカリスト、アイネッタ・フェルツクグの19歳ソロ歌手時のグループ結成前の貴重なミュージックPV。スウェーデン空軍の女性パイロット役として他のパイロット達と基地を闊歩しドラケン２機のランデブー離陸までが描かれている。しかし彼女の搭乗した12番機は飛んでいないのはご愛嬌。

## サーブ 37 ビゲン
サーブ 37 ビゲンの登場する作品。

### 映画
『メタル・スカイ／勇者たちの翼』
主人公がスウェーデン空軍のパイロットであり、バードストライクから道路への不時着シーンが描かれている。

### テレビドラマ
『戦え!マイティジャック』
第2話に登場。AZ団の戦闘機としてコンクルーダーを攻撃するが、コンクルーダーの反撃で撃墜される。

### 漫画・アニメ
『影の戦闘隊』
火山島の領有権争いで調査船を攻撃する国籍不明機として登場。
『聖戦士ダンバイン』
　42話に登場。

### 小説
『見知らぬ明日』
スウェーデン空軍機が登場。ソ連領空を突っ切ってきた円盤群をバルト海上空で迎撃するが、2機が操縦不能に陥り突破される。

### ゲーム
『F/A』
縦スクロールシューティングゲーム。
『Just Cause』
「Ulysses-McCoy Redcloud」の名称でサーブ 37とMiG-21を混ぜた外見の戦闘機が登場する。
『エースコンバットシリーズ』
『エースコンバット2』で敵機として、『エースコンバットX』で自機の1つとして登場。『エースコンバットX2』では「AJS 37」という名前で登場する。
『エアーコンバット』
『空戦乙女☆ヴァージンストライク』
機体そのものではなく、擬人化した空乙女として複数登場している。
『Euro Truck Simulator 2』
DLC「Scandinavia」に登場。リンシェーピング近郊でサーブ 35と共に静態保存されている。
『War Thunder』
AJ 37、AJS 37、JA 37C、JA 37Dに登場。

## サーブ 39 グリペン
サーブ 39 グリペンの登場する作品。

### 映画
『デイ・オブ・ザ・ディシジョン』
テロリストにより家族を拉致された主人公が、家族の救出とグリペンの開発阻止を防ぐため、仲間達とともにテロリストと戦う。
『トランスフォーマー/最後の騎士王』
ディセプティコンの登場キャラクター、ニトロゼウスがこれに変形する。

### 漫画・アニメ
『ガーリー・エアフォース』
主役メカニックおよびメインキャラクターの1人として、D型に一種の無人戦闘機「ドーター」としての改造を施した架空の派生型「JAS39D-ANM GRIPEN」が登場する。また、主人公の鳴谷慧も搭乗する。そして改造を施したことにより空虚重量が250kg増えて7,350kgになり、Gリミットが10Gになっている。
『蒼空のグリフォン』
主人公の傭兵が使用する。日本語で記述されたフィクション作品では初めてグリペンに焦点を当てた。
『ヨルムンガンド』
アフリカの兵器見本市で展示されている。
『ハイパー片思い』
佐渡が通学に使用。Web版ではF-16に類似した機体だった。

### 小説
『ガーリー・エアフォース』
主役メカニックおよびメインキャラクターの1人として、D型に一種の無人戦闘機「ドーター」としての改造を施した架空の派生型「JAS39D-ANM グリペン」が登場。第1巻では航空自衛隊に、第2巻からは防衛大臣直轄の独立混成飛行実験隊に所属している。また、第11巻ではF型をドーター化した「JAS39F-ANM グリペンNG」も登場する。
『トワイライト・テールズ』
タイ空軍所属機が登場。ウッタラディット県に出現した怪獣ゼオーを攻撃する。

### ゲーム
『Gripen Fighter Challenge』
機体の製造元であるサーブが配信しているスマートフォンゲーム。iOSとAndroidで動作。武装としてミーティアやIRIS-Tを搭載しているが使用できない。
『エースコンバットシリーズ』
『エースコンバット3』『エースコンバット04』『エースコンバット6』を除く各作品で自機の1つおよび敵機として登場。『エースコンバット』および『エースコンバット2』では「SF-39」の名称で登場し、プレイヤー搭乗機の中では最高レベルの運動性を誇る。『エースコンバットZERO』では、敵側のエース部隊の1つである「インディゴ隊」が、白地に紺色のラインが描かれた機体を使用。『エースコンバット3D』では改修型のグリペンNGが登場し、『エースコンバットAH』ではグリペンCが登場する。『エースコンバット∞』でもグリペンCが登場し、特殊スキンを適用することで様々な部隊の塗装を再現することができる。『エースコンバット7』では、グリペンEが登場する。
『エナジーエアフォース Over G』
武装としてミーティアを搭載できるため、小型ながら戦闘力が高い。
『群青の空を越えて』
主人公側の勢力が運用する機体として登場。日本が東西に分かれて内戦状態にあるという設定であり、本機は小型かつ運用コストが低い点が適するとされた。公式サイトによると、設定上はC/D型をベースに輸出用として更なる改良を加えられているとされており、エンジンを原型機のRM12から現実のE/F型で採用されたF414に変更した他、戦術データ・リンクも航空自衛隊用のものに変更している。また、D型に搭載するガンポッドは正規品の入手に失敗したため、本来はビゲン用のエリコンKCA30mm機関砲パックの横流し品を入手して搭載している。
また、同作品の解説本にはサーブ社が実際に資料を提供している（許可を取るときには快諾されたとか）。
『ソニックウィングス』
『1』にて、スウェーデン出身のロボット「ティービー」の乗機として使用可能。
『War Thunder』
スウェーデン空軍のJAS 39A、南アフリカ空軍のJAS 39C、ハンガリー空軍のJAS 39EBS HU Cに登場。